# Les Brulais
Brulais (bret. Ar Brugeier) – miejscowość i gmina we Francji, w regionie Bretania, w departamencie Ille-et-Vilaine.
Według danych na rok 1990 gminę zamieszkiwało 387 osób, a gęstość zaludnienia wynosiła 32 osoby/km² (wśród 1269 gmin Bretanii Brulais plasuje się na 895. miejscu pod względem liczby ludności, natomiast pod względem powierzchni na miejscu 762.).